# Microregione di Catanduva
Catanduva è una microregione dello Stato di San Paolo in Brasile, appartenente alla mesoregione di São José do Rio Preto.

## Comuni
Comprende 13 comuni:
- Ariranha
- Cajobi
- Catanduva
- Catiguá
- Elisiário
- Embaúba
- Novais
- Palmares Paulista
- Paraíso
- Pindorama
- Santa Adélia
- Severínia
- Tabapuã